# Magerwiesen am Eulenkopf
Die Magerwiesen am Eulenkopf sind ein Naturschutzgebiet im Landkreis Kaiserslautern in Rheinland-Pfalz. Das etwa 14,4 ha große Gebiet liegt in der Gemeinde Erzenhausen in der Verbandsgemeinde Weilerbach am Südhang des Eulenkopfes, eines 422 m ü. NHN hohen Berges westlich von Eulenbis.
Durch die Unterschutzstellung soll dieses Gebiet „mit seinen Magerwiesen und seinen anstehenden, mit feinem Grus bedeckten Felsenflächen als Lebensraum in ihrem Bestand bedrohter Tierarten, insbesondere seltener Insektenarten und als Standort seltener Pflanzenarten und Pflanzengesellschaften“ und aus wissenschaftlichen Gründen erhalten werden.